# Drepanocladus stagnatus
Drepanocladus stagnatus là một loài rêu trong họ Amblystegiaceae. Loài này được Żarnowiec mô tả khoa học đầu tiên năm 2001.